# Алекто (рід)
Але́кто (Bubalornis) — рід горобцеподібних птахів родини ткачикових (Ploceidae). Представники цього роду мешкають на Африці на південь від Сахари.

## Види
Виділяють два види:
- Алекто білодзьобий (Bubalornis albirostris)
- Алекто червонодзьобий (Bubalornis niger)

## Етимологія
Наукова назва роду Bubalornis походить від сполучення слів дав.-гр. βουβαλος — буйвіл і ορνις — птах.